# Jesús Ruiz Durand
Jesús Ruiz Durand (Huancavelica, 1940) es un artista plástico, diseñador, fotógrafo y catedrático universitario peruano. Es el representante más destacado del estilo pop achorado, creado para realizar la cartelería del Gobierno Revolucionario de la Fuerza Armada.

## Biografía
Estudió en la Escuela Nacional Superior Autónoma de Bellas Artes del Perú en 1964.
Es el creador del logotipo del SINAMOS, una versión estilizada de un retrato de Túpac Amaru II, donde el sombrero crea una letra T y los largos cabellos del líder andino del siglo XVIII hace las veces de A, ambas letras entrecruzadas son las iniciales del nombre del caudillo. Su inspiración para este diseño fueron las cartillas y láminas escolares.

## Pop achorado

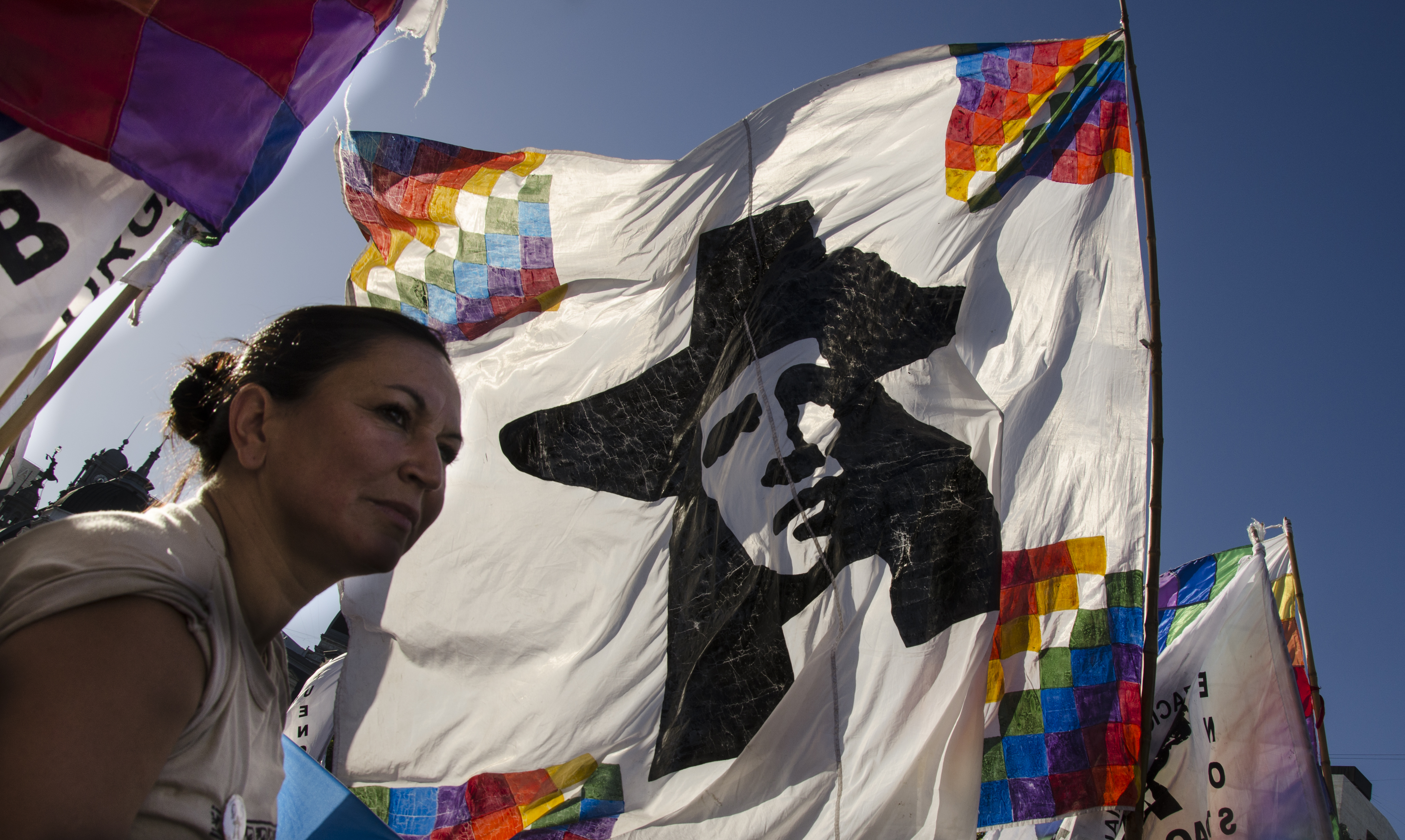
Rostro de Túpac Amaru II con el estilo de dibujo del pop achorado, es utilizado como símbolo por la Organización Barrial Túpac Amaru.

Ruiz Durand y sus compañeros querían crear una imagen revolucionaria que se alejase de los estándares rusos y chinos, acercándose más al arte revolucionario que se había creado en la cartelería cubana y chilena, pero combinándola con iconografía andina y temas nacionales, donde el campesino tuviese un papel central y desafiante (es decir, achorado), alejándose de su imagen taciturna de servilismo que le había acompañado hasta entonces. Su estilo se basó en una fusión del arte pop desarrollado en los Estados Unidos en la década 1960, y el op art, desarrollando así una técnica de fotomecánica con ilusiones ópticas, cuya representación máxima es el afiche de diseño vanguardista 190 años después Túpac Amaru está ganando la guerra, creado en julio de 1968 para promocionar la Reforma agraria del régimen velasquista.

## Obras
- 2004. Introducción a la iconografía andina, Volumen 1[10]